# Travis Scott
Jacques Bermon Webster II (* 30. dubna 1991 Houston, Texas) spíše známý pod svou přezdívkou Travis Scott je americký rapper, zpěvák, textař a hudební producent. V roce 2012 získal svou první nahrávací smlouvu se společností Epic Records, o rok později se upsal také imprintu Grand Hustle Records. V červenci 2015 vydal svůj hit „Antidote“, který se umístil na 16. příčce žebříčku Billboard Hot 100 a obdržel 3× platinovou certifikaci. V září následovalo vydání jeho debutového alba Rodeo. O rok později vyšlo jeho druhé album Birds in the Trap Sing McKnight, ze kterého pochází další hit „Goosebumps“ (ft. Kendrick Lamar) (32. příčka, 4× platinový singl). V roce 2017 vydal společné album s rapperem Quavem s názvem Huncho Jack, Jack Huncho. V srpnu 2018 vydal své třetí album Astroworld. V prosinci 2019 vydal společně se svým labelem Cactus Jack Records album JACKBOYS. Jeho přezdívka vznikla ze jména jeho oblíbeného strýce, který se jmenuje Travis a ze jména rappera Scotta Mescudiho (Kid Cudi).

## Mládí
Jacques Berman Webster II se narodil v roce 1991 ve městě Houston v americkém státě Texas. Vyrostl ovšem na předměstí Missouri City v rámci houstonské aglomerace. Nejdříve vyrůstal u své babičky, ale později se přestěhoval ke svému otci. V mládí byl přijat na University of Texas at San Antonio, ze které ovšem odešel, aby se naplno věnoval své hudební kariéře. Po odchodu z univerzity se přestěhoval do New Yorku.

## Kariéra

### Raná kariéra (2008 až 2012)
Od šestnácti let se věnoval hudební produkci se zaměřením na hip hopové beaty. Se svým kamarádem Chrisem Hollowayem tehdy tvořili duo The Graduates. V roce 2008 zveřejnili své první EP na sociální síť Myspace. O rok později přibrali rappera OG Chesse a založili skupinu The Classmates, která vydala dva projekty Buddy Rich (2009) a Cruis'n USA (2010). Travis Scott zde působil především jako producent. Skupina se rozpadla v roce 2012.
Po odchodu z univerzity se přestěhoval do New Yorku, kde se v těžkých podmínkách snažil prosadit jako producent, po čtyřech nepříliš úspěšných měsících se ale rozhodl New York opustit a přestěhoval se do Los Angeles v Kalifornii. Nicméně v Los Angeles se dlouho nezdržel, jelikož mu nevyšlo předem domluvené spolubydlení. Kvůli tomu se vrátil domů do Houstonu, kde ho ovšem jeho rodiče, zklamaní z toho, že odešel z univerzity, vyhodili z domu. Scott se proto znovu vrátil do Los Angeles, kde přespával na gauči na koleji u svého kamaráda. V Los Angeles se nadále věnoval produkci, rapper T.I., majitel imprintu Grand Hustle Records při jedné z návštěv města uslyšel Scottovu produkci a nechal ho pozvat do svého studia.

### Owl Pharaoh a Days Before Rodeo (2012 až 2014)
U labelu Grand Hustle vydal v roce 2013 svůj první mixtape Owl Pharaoh, na projekt dohlížely hvězdy T.I. a Kanye West. Téhož roku se dostal do výročního článku o nadějných talentech Freshman Class of 2013 časopisu XXL. Z mixtape pochází jeho první komerční singl „Upper Echelon“ (ft. T.I. a 2 Chainz).
O rok později následoval druhý mixtape Days Before Rodeo, na kterém se nachází například singl „Mamacita“ (ft. Rich Homie Quan a Young Thug). Na jaře 2015 se vydal na své první větší turné The Rodeo Tour.

### Rodeo a Birds in the Trap Sing McKnight (2015 až 2016)
V červnu 2015 vydal svůj první komerčně úspěšný singl „3500“ (ft. Future a 2 Chainz). Píseň se umístila na 82. příčce žebříčku Billboard Hot 100 a získala zlatou certifikaci. V červenci následoval hit „Antidote“, který se umístil na 16. příčce žebříčku Billboard Hot 100 a obdržel 3× platinovou certifikaci. Debutové album Rodeo vydal v září 2015. Na albu hostovaly hvězdy jako The Weeknd, Kanye West, Justin Bieber, Young Thug, Juicy J a další. Album debutovalo na 3. příčce žebříčku Billboard 200 s 85 000 prodanými kusy v první týden prodeje (po započítání streamů). Později album obdrželo certifikaci platinová deska.
Již v lednu 2016 oznámil, že usilovně pracuje na dalším albu. Ačkoliv album Birds in the Trap Sing McKnight bylo vydáno až v září 2016, předcházelo mu vydání singlu „Pick Up the Phone“ (s Young Thug) (43. příčka, 2× platinový singl). Po vydání alba byla dalším singlem zvolena píseň „Goosebumps“ (ft. Kendrick Lamar) (32. příčka, 4× platinový singl). Album debutovalo na 1. příčce žebříčku Billboard 200 s 88 000 prodanými kusy v první týden prodeje (po započítání streamů). Později album obdrželo certifikaci platinová deska. V téže době spolupracoval na singlu „Champions“ (od Kanye West, Big Sean, Desiigner (ft. 2 Chainz, Travis Scott, Yo Gotti a Quavo)) z tehdy plánované kompilace labelu GOOD Music Cruel Winter. Píseň se umístila na 71. příčce a obdržela platinovu certifikaci.

### Huncho Jack, Jack Huncho a Astroworld (2017 až 2020)
Na jaře 2017 vystupoval na turné Birds Eye View. V létě navázal se světovou turné Birds Eye View Tour, kdy vystupoval zejména na festivalech a v menších klubech. V dubnu oznámil, že nahrává společný projekt s rapperem Quavem z tria Migos. Album Huncho Jack, Jack Huncho bylo vydáno v prosinci 2017. Debutovalo na 3. příčce žebříčku Billboard 200 s 90 000 prodanými kusy v první týden prodeje. Z alba se v žebříčku Billboard Hot 100 umístilo sedm písní, všechny ve druhé polovině žebříčku. Téhož roku hostoval na úspěšných singlech „Portland“ (od Drakea), „Love Galore“ (od SZA) nebo „Sky Walker“ (od Miguela).
V květnu 2017 vydal singl „Butterfly Effect“ (50. příčka, 3× platinový singl). V pozdním létě 2017 vystupoval jako host na turné DAMN. Tour rappera Kendricka Lamara. Od té doby se věnoval nahrávání svého třetího alba. V květnu 2018 vydal singl „Watch“ (ft. Lil Uzi Vert a Kanye West) (16. příčka), ten se ovšem na konečný seznam písní alba nevešel. Album Astroworld bylo vydáno v srpnu 2018. Album debutovalo na první příčce žebříčku Billboard 200 s 537 000 prodanými kusy v první týden prodeje (269 000 prodaných kusů a 349 milionů streamů). Všech 17 písní z alba se díky streamům umístilo v žebříčku Billboard Hot 100. Nejúspěšnější byly „Sicko Mode“ (1. příčka, 7× platinová certifikace), „Stargazing“ (8. příčka, platinová certifikace), „Carousel“ (24. příčka), „R.I.P. Screw“ (26. příčka) a „Stop Trying to Be God“ (27. příčka). Později byly jako singly vydány písně „Yosemite“ (ft. Gunna a NAV) (25. příčka, 2× platinový singl) a „Wake Up“ (ft. The Weeknd) (30. příčka). Do konce roku 2018 se alba prodalo celkem 1 405 000 ks. V lednu 2019 album obdrželo certifikaci 2× platinová deska.
V roce 2018 také spolupracoval na soundtracku k filmu Black Panther. Jeho společná píseň s Kendrickem Lamarem „Big Shot“ se umístila na 71. příčce. Dále hostoval na singlech „Zeze“ od Kodaka Blacka (ft. Offset) (2. příčka, 4× platinový singl) a „Let It Fly“ od Lil Waynea (10. příčka).
Od listopadu 2018 do března 2019 procestoval se svým turné Astroworld – Wish You Were Here Tour USA a Kanadu, kde vyprodával stadiony s průměrnou účastí kolem 15 000 fanoušků. V dubnu opět obsadil rádia jako host na singlu rappera Young Thuga „The London“, na kterém hostoval ještě J. Cole (12. příčka, 2× platinový singl). V létě byl přiván na singl Eda Sheerana „Antisocial“ (37. příčka) z projektu No.6 Collaborations Project.
V srpnu 2019 o něm na Netflixu vyšel dokumentární film s názvem Travis Scott: Look Mom I Can Fly, který sám produkoval. V říjnu 2019 vydal nový singl „Highest in the Room“, který debutoval na 1. příčce žebříčku Billboard Hot 100 jako jeho teprve druhý. Na konci roku vyšlo kompilační EP jeho labelu Cactus Jack Records nazvané JackBoys. Kompilační EP obsahovalo remix singlu „Highest in the Room“, na který přibyli zpěvačka Rosalía a rapper Lil Baby. Po vydání debutovalo na první příčce žebříčku Billboard 200 se 154 000 prodanými kusy (po započítání streamů) během prvního týdne prodeje v USA. Vedle Travise Scotta se na EP objevili členové labelu Cactus Jack Records Sheck Wes, Don Toliver, Luxury Tax a DJ Chase B.
V dubnu 2020 spolupracoval s Epic Games na virtuálním koncertu ve hře Fortnite Battle Royale. Koncert vytvořil nový streamovací rekord, když ho v jednu chvíli současně sledovalo 12,3 milionu hráčů. Poprvé zde také vystoupil s novým singlem „The Scott’s“ (ft. Kid Cudi). Singl „The Scotts“ debutoval na první příčce žebříčku Billboard Hot 100.

### Utopia (od 2020)
V srpnu 2020 vydal singl „The Plan“ (74. příčka), který pochází ze soundtracku k filmu Tenet.
V září 2020 vydal nový vedoucí singl ze svého plánovaného čtvrtého alba Utopia. Singl „Franchise“ (ft. Young Thug a M.I.A.) debutoval na první příčce žebříčku Billboard Hot 100 jako Scottův čtvrtý a zároveň třetí za poslední dva roky. Na začátku listopadu 2021 vydal další dva singly: „Escape Plan“ (11. příčka) a „Mafia“ (26. příčka). Album mělo původně vyjít v roce 2021, ale v listopadu Scott pořádal v Houstonu osudný třetí ročník svého festivalu Astroworld, na kterém došlo k tragédii a v jejím důsledku bylo vydání alba odloženo na neurčito. Během jeho vystoupení v hlavním čase programu u pódia vypukla panika a tlačící se dav zapříčinil smrt desíti osob ve věku od devíti do dvacetisedmi let a stovky dalších musely být ošetřeny. Ihned po incidentu někteří fanoušci Scotta obvinili, že nepřerušil svůj koncert, dokud již nebylo pozdě. Na Scotta a eventovou společnost Live Nation, která festival zajišťovala, bylo ještě během listopadu podáno přes sto žalob požadujících odškodnění. Další postupně přibývaly. V důsledku tragédie Scott nabídl zaplatit pohřby obětí a psychologickou službu pro pozůstalé. Současně zrušil několik svých vystoupení, včetně velmi lukrativního koncertu v Saúdské Arábii. Současně byla pořadateli zrušena jeho účast na festivalu Coachella 2022.
Na začátku května 2022 se vrátil na pódium, když v Miami odehrál první koncert od listopadové tragédie na festivalu Astroworld. Brzy poté vystoupil na předávání hudebních cen Billboard Music Awards.
Album Utopia vyšlo v červenci 2023. Debutovalo na první příčce amerického žebříčku Billboard 200 s téměř 500 000 prodanými kusy v první týden prodeje v USA (po započítání streamů). Všech 19 písní z alba se umístilo v žebříčku Billboard Hot 100. To také vedlo k tomu, že se Scott stal teprve patnáctým hudebním umělcem historie, který v tomto žebříčku překonal milník sta umístěných písní. Po pěti týdnech bylo v USA prodáno již přes milion kusů alba (po započítání streamů). Scott chtěl úvodní koncert pořádat u egyptských pyramid v Gíze, ale kvůli problémům byl nakonec pořádán v Circu Maximu v Římě. Mezi říjnem a prosincem 2023 probíhalo severoamerické turné Circus Maximus Tour. Z alba nejlépe uspěly písně „Meltdown“ (ft. Drake) (3. příčka), „Fe!n“ (ft. Playboi Carti) (5. příčka), „K-pop“ (s Bad Bunny a The Weeknd) (7. příčka) a „I Know ?“ (11. příčka).
V srpnu 2024 vydal svůj druhý mixtape Days Before Rodeo z roku 2014 v digitální podobě. Scott mixtape vydal exkluzivně na svém webu a prodej podpořil vytvořením několika deluxe verzí projektu. Znovuvydání vzbudilo velkou pozornost, kdy se během prvního týdne od vydání prodalo celkem 361 000 ks desky. Mixtape tím nově debutoval na druhé příčce žebříčku Billboard 200. Šlo v té době o čtvrtý nejlepší debut alba roku 2024 a o nejlepší rapový. V září (ve čtvrtém týdnu releasu) Scott vydal také vinylovou verzi mixtapu. Té se prodalo dalších 150 000 ks a mixtape se tím vyhoupl na první příčku žebříčku prodejnosti alb.
Jeho světové turné Circus Maximus Tour, které probíhalo od října 2023 do října 2024, byl v té době nejvýdělečnějším sólovým turné rappera. Během roku se prodalo 1,7 milionu lístků a obrat činil 210 milionů amerických dolarů. Překonal tím rekord Kendricka Lamara.

## Podnikání
V roce 2017 spustil vlastní nahrávací společnost pojmenovanou Cactus Jack Records s distribuční smlouvou u Epic Records. Společnost má také vlastní vydavatelskou divizi Cactus Jack Publishing. Na labelu byli či stále jsou upsáni, vedle samotného Scotta, například rappeři Sheck Wes, Don Toliver, SoFaygo nebo Smokepurpp. V roce 2019 vydal label vlastní společné kompilační album JackBoys.
Po vydání alba Astroworld (2018) založil stejnojmenný hudební festival, který se každoročně koná v Houstonu (vyjma roku 2020 kvůli pandemii covidu-19). Na prvním ročníku vystoupili hvězdy jako Post Malone, Lil Wayne, Young Thug, Rae Sremmurd nebo Gunna. Na druhém ročníku dále například Gucci Mane, Migos, Rosalia, Pharrell Williams, Marilyn Manson, DaBaby nebo Megan Thee Stallion. Třetí ročník se konal až v roce 2021 a vystoupit na něm měli například Tame Impala, SZA, Roddy Ricch, Earth, Wind & Fire, 21 Savage, Lil Baby nebo Yves Tumor. Ovšem během prvního dne se odehrál incident, při kterém zemřelo deset osob a další stovky byly zraněny. Festivalu se účastnilo až 50 000 fanoušků. V předních řadách se začali příliš tlačit na bariéry, přičemž vypukla panika.
V září 2020 spolupracoval s fastfoodovou značkou McDonald's na limitované edici vlastního hamburgeru, který se prodával na severoamerickém trhu. Současně byla vydána společná kolekce oblečení a hraček. Spolupráce s McDonald's Scottovi vynesla 20 milionů dolarů. V USA šlo o první spolupráci McDonald's s celebritou od roku 1992, kdy svůj burger vydal Michael Jordan.
V říjnu 2020 se spojil s herní značkou Sony PlayStation, kde coby strategický konzultant spolupracoval na propagaci nové konzole PlayStation 5. Coby influencer dostal jako jeden z prvních lidí na světě PlayStation 5 k vyzkoušení a ke sdílení svých postřehů na sociálních sítích, kde ho v té době například na Instagramu sledovalo 34 milionů lidí. Z jeho spolupráce se Sony vzešla také limitovaná edice tenisek „Nike x PlayStation Dunks Travis Scott“. Dle časopisu Forbes mu spolupráce se Sony vynesla 1 milion dolarů, dalších 10 milionů byl jeho podíl z prodeje a propagace tenisek Nike. V prosinci 2021 měla vyjít nová kolekce bot Travise Scotta pro Nike nazvaná „Air Max 1 x Cactus Jack“. Po tragédii na festivalu Astroworld ale Nike vydání kolekce odložil. Tenisky začaly být prodávány v limitovaných edicích v květnu 2022.
V listopadu 2020 se začala prodávat jeho kolínská voda a vonné svíce Space Rage, které vyrábí švédská společnost Byredo. První várka byla ihned vyprodána.
V prosinci 2020 představil vlastní značku highball nápoje CACTI. Na nápoji spolupracoval s pivovarnickou firmou Anheuser-Busch. Nápoj byl do prodeje uveden v březnu 2021 ve třech příchutích. První vlna prodeje zaznamenala rekordní tržby v historii firmy Anheuser-Busch. Po událostech na festivalu Astroworld 2021 ovšem firma Anheuser-Busch dočasně stáhla výrobek CACTI z prodeje.
V červnu 2021 oznámil spolupráci se značkou Dior pro mužskou kolekci oblečení.
V červenci 2021 představil dvoje tenisky Air Jordan 1 ve spolupráci s značkou Fragment. Vysoké i nízké modely měly obrovský úspěch a okamžitě byly ihned vyprodány. V roce 2025 bude spolupráce obnovena. Přesné datum zatím není jisté.

## Problémy se zákonem
Scottova vystoupení proslula nebezpečnými incidenty. Například po vystoupení na festivalu Lollapalooza v roce 2015 byl zatčen a obviněn z výtržnictví poté, co nabádal fanoušky v předních řadách, aby neposlouchali bezpečnostní pokyny pořadatelů. Téhož roku na švýcarském Openair Festivalu zase podněcoval dav, aby napadl fanouška, který mu během surfování davem ukradl botu. V roce 2017 byl zadržen a obviněn z výtržnictví po koncertu v Arkansasu. Ve stejném roce ho žaloval jeden fanoušek, který byl během akce Terminal 5 na Manhattanu shozen rozvášněným davem z balkónu. Scottovy koncerty jsou známé svojí divokostí. Svým fanouškům například říká „ragers“ – podle slova „rage“ (vztek) – a svá vystoupení prodává bezmála jako terapeutický produkt na vybití vzteku. Na jeho koncertech jsou běžné moshpity, při nichž fanoušci pogují a narážejí do sebe, nebo tzv. wall of death, kdy se publikum rozdělí na poloviny, které do sebe vráží.
Na začátku listopadu 2021 pořádal v Houstonu třetí ročník svého festivalu Astroworld. Během jeho vystoupení ve vrcholu prvního dne festivalu, který byl podpořen také utajeným hostováním populárního zpěváka a rappera Drakea, se 50 000 dav rozvášnil a dal do pohybu a začal příliš tlačit na přední řady, což vedlo ke zraněním i pádům pod nohy ostatních fanoušků. Na místě zemřelo osm osob, další dva lidé zemřeli v důsledku zranění v následujících dnech. Věk obětí se pohyboval od 9 do 27 let. Další stovky návštěvníků koncertu skončilo v ošetření lékařů. Na Travise Scotta se ihned snesla kritika, že i přes prosby některých fanoušků v době incidentu nepřerušil svůj koncert a nepomohl situaci uklidnit. V důsledku incidentu byl festival po prvním dni ukončen a návštěvníkům bylo vráceno vstupné. Scott také uvedl, že zaplatí náklady na pohřby obětí i na psychologickou službu pro pozůstalé a zraněné. Brzy poté zveřejnil omluvné video v černobílém filtru, které ovšem nepůsobilo důvěryhodně a stalo se předmětem další kritiky i zesměšňování.
Poranění návštěvníci koncertu se brzy začali spojovat do hromadných žalob na Scotta i všechny pořadatele festivalu. Například advokát Tony Buzbee podal hromadnou žalobu zastupující 125 návštěvníků koncertu, kteří dle něj utrpěli fyzické či duševní poranění. V žalobě v hodnotě 750 milionů dolarů viní z újmy Travise Scotta, Drakea, společnost Apple, eventovou agenturu Live Nation a další. Jiný advokát, Thomas Henry, který zastupuje 282 osob, podal na Scotta, Drakea a společnosti Apple Music, Live Nation a NRG Stadium, žalobu v hodnotě 2 miliard dolarů. Dalších 200 účastníků zastupují advokáti Ben Crump, Alex Hilliard a John Duffy. V žalobách je poukazováno na dřívější nevhodné a nebezpečné chování Scotta během jeho vystoupení a také na fakt, že již v roce 2019 došlo na festivalu Astroworld k incidentu, u kterého bylo zraněno několik osob. Ke konci roku 2021 bylo na Scotta a organizátory festivalu podáno přes 275 žalob zastupujících 2800 poškozených. Scott si i proto najal advokáty z přední kanceláře O’Melveny & Myers LLP. Mezi nimi byl i Daniel Petrocelli, který se v minulosti podílel na obhajobě fotbalisty a herce O. J. Simpsona, boxera Mannyho Pacquiaa nebo tehdejšího podnikatele a pozdějšího prezidenta Donalda Trumpa, resp. jeho firmy obviněné z podvodů.
Na konci června 2023 velká porota okresu Harris County v Texasu rozhodla, že Scott nemá být obviněn ze spáchání trestného činu. Verdikt však neměl vliv na soukromé samostatně podané i hromadné žaloby. Již v říjnu 2022 společnost Live Nation dospěla k mimosoudnímu vyrovnání s rodinami dvou obětí. Scott nebyl součástí těchto vyrovnání.

## Osobní život
Od dubna 2017 je ve vztahu s televizní celebritou Kylie Jennerovou. V únoru 2018 se páru narodila dcera Stormi. V říjnu 2019 se však rozešli a Stormi měli ve střídavé péči. Brzy poté se ale objevily spekulace, že se pár dal znovu dohromady a v lednu 2020 se potvrdily. V září 2021 oznámili, že očekávají druhé dítě. Chlapec Wolf se narodil v únoru 2022. V lednu 2023 Kylie Jenner zveřejnila, že nechali změnit synovo jméno z Wolf na Aire. V lednu 2023 se pár rozešel, nicméně Travis Scott nadále vychovává své děti.

## Diskografie

### Studiová alba
- 2015 – Rodeo
- 2016 – Birds in the Trap Sing McKnight
- 2018 – Astroworld
- 2023 – Utopia

### Spolupráce
- 2017 – Huncho Jack, Jack Huncho (s Quavo)
- 2019 – JACKBOYS (s Cactus Jack Records)
- 2025 – JACKBOYS 2 (s Cactus Jack Records)

### Mixtapes
- 2013 – Owl Pharaoh
- 2014 – Days Before Rodeo

### Úspěšné singly
- 2015 – „3500“ (ft. Future a 2 Chainz)
- 2015 – „Antidote“
- 2016 – „Pick Up the Phone“ (ft. Young Thug)
- 2016 – „Goosebumps“ (ft. Kendrick Lamar)
- 2017 – „Butterfly Effect“
- 2018 – „Watch“ (ft. Lil Uzi Vert a Kanye West)
- 2018 – „Sicko Mode“ (ft. Drake)
- 2018 – „Stargazing“
- 2018 – „Skeletons“ (ft. The Weeknd)
- 2018 – „Yosemite“
- 2019 – „Wake Up“ (ft. The Weeknd)
- 2019 – „Highest in the Room“
- 2020 – „The Scotts“ (ft. Kid Cudi)
- 2020 – „The Plan“
- 2020 – „Franchise“ (ft. Young Thug a M.I.A.)
- 2021 – „Escape Plan“
- 2021 – „Mafia“
- 2023 – „K-pop“ (ft. Bad Bunny a The Weeknd)
- 2023 – „Meltdown“ (ft. Drake)
- 2023 – „Delresto (Echoes)“ (ft. Beyoncé)
- 2023 – „I Know ?“
- 2023 – „My Eyes“
- 2023 – „Fe!n“ (ft. Playboi Carti)